# Pulpite
« Rage de dent » redirige ici.  Pour le film franco-britannique de 2006, voir Rage de dents. Pour le film iranien de 1980, voir La Rage de dents.

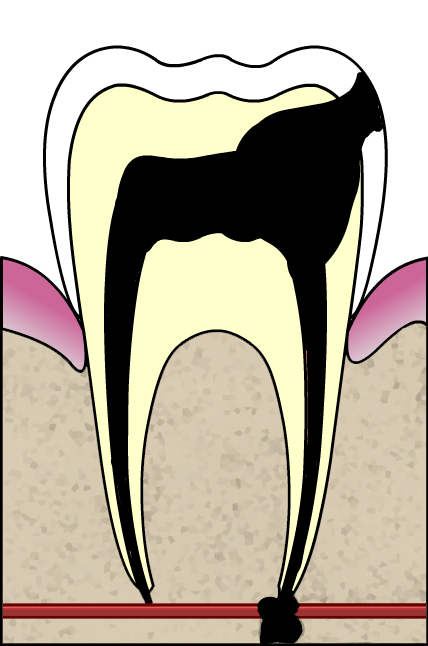
Stade final d'une pulpite (avant nécrose). L'infection s'étend à toute la pulpe.

La pulpite est l'inflammation de la pulpe dentaire. La pulpite est rapidement douloureuse ; c'est ce que l'on nomme souvent une « rage de dent ». 

## Causes
- Agression bactérienne, en général issue de la progression d'une carie dentaire
- Agression iatrogène : refroidissement insuffisant ; pression trop importante ; épaisseur de dentine résiduelle trop faible, contraintes.
- Traumatisme. Soit des microtraumatismes répétés dans le cadre d´un syndrome algodysfonctionnel de l'appareil manducateur, soit un choc unique important.
- La baisse du flux salivaire, le manque d'hygiène peuvent être responsables d'une pulpite.
- Une cause plus générale telle le diabète est possible.

## Histopathologie
La pulpe, ou mésenchyme pulpaire, est un tissu conjonctif riche en vaisseaux sanguins, lymphatiques et en fibres nerveuses. Elle possède également des odontoblastes, cellules spécialisées dans la formation de dentine, le tissu minéralisé qui entoure la pulpe, et qui soutient l'émail.
Sur le plan histologique, la pulpe présente deux facteurs de vulnérabilité :
- elle est enfermée dans une cavité close, ce qui la rend inextensible ;
- la vascularisation pulpaire est terminale (les vaisseaux sanguins pénétrant dans la pulpe entrent et sortent par de petits foramens).

Lors d'une agression, la pulpe, comme tout tissu conjonctif, va réagir, en développant une réaction inflammatoire. Néanmoins, les caractéristiques intrinsèques de la pulpe vont tendre à modifier l'évolution de l'inflammation : la cicatrisation et la réparation, dernières phases de la réaction inflammatoire, sont inconstantes et limitées.
La douleur est donc due à l'œdème inflammatoire qui induit une forte pression sur la pulpe, qui ne peut pas s'étendre dans sa cavité, et à la riche innervation de celle-ci.
Sur le plan histopathologique, on peut classer la pulpite en deux catégories :
- la pulpite aiguë ;
- la pulpite chronique.

Cette classification n'est pas exactement superposable en clinique.

### La pulpite aiguë
Selon le degré d'extension de l'inflammation, on distingue les pulpites aiguës partielles (limitées à une portion de la pulpe) et totales. Elles induisent le développement de micro-abcès, qui, par leur multiplications, entraînent la nécrose pulpaire.

### La pulpite chronique
Elle peut se développer à la suite d'une pulpite aiguë partielle ou d'emblée. Comme dans tout phénomène inflammatoire chronique, les douleurs sont moins marquées que pour le cas de la pulpite aiguë.
En absence d'aggravation, on observe une fibrose de l'ensemble de la pulpe, et une calcification du tissu conjonctif pulpaire (apparition de pulpolithes).
Selon la présence ou l'absence de communication avec le milieu extérieur, on distingue :
- La pulpite chronique ouverte : observable en majorité chez les enfants (épaisseur de tissus minéralisés faibles et risque carieux élevé), elle évolue vers un développement fibreux voir épithélial de la pulpe.
- La pulpite chronique fermée : elle évolue vers une nécrose pulpaire

## Pronostic
Deux possibilités : 
- Pulpite réversible. Si l'agression n'est pas très importante, la pulpe peut cicatriser. La douleur va progressivement diminuer.
- Pulpite irréversible. Si l'agression a été supérieure au potentiel réparateur de la pulpe. La douleur va augmenter, devenir lancinante, pulsatile et irradiante. La nécrose va s'installer progressivement.

La nécrose pulpaire peut être septique ou aseptique (en fonction de l'implication de bactéries dans la pulpite), elle peut aboutir à une modification de la teinte de la dent (qui devient rouge), le tissu pulpaire est « momifié », il présente une masse fibreuse blanchâtre.
La classification de Baume permet de définir la thérapeutique à suivre.

## Traitement
- Traitement de la carie. Si la carie n'a pas atteint la pulpe, l'éviction de la carie doit suffire. Le chirurgien dentiste protègera la pulpe avant de procéder à la restauration coronaire.
- Dévitalisation de la dent (traitement endodontique) en cas de pulpite irréversible.

En l'absence de traitement la pulpite va évoluer en nécrose. Une infection risque alors de s'installer.